# 國防軍音樂學院 (澳洲)
澳洲國防軍音樂學院（英語：Defence Force School of Music，DFSM）為澳洲國防軍訓練音樂家。 它位於澳大利亞維多利亞州亞蘭比的辛普森兵營。澳洲國防軍音樂學院要求考生擁有澳洲聯邦音樂考試局的七級樂器證書。

## 成立過程
澳洲國防軍音樂學院成立於1984年，為希望加入澳洲皇家海軍樂隊、澳洲陸軍樂隊、澳洲皇家空軍樂隊以及其他澳洲軍事樂隊的音樂家提供培訓課程，以使他們有獲得就業資格並在這些樂隊中參與演奏。 澳洲國防軍音樂學院亦為來自海外軍隊和澳洲緊急服務/警察組織的音樂家提供培訓。澳洲國防軍音樂學院以前被分為澳洲陸軍音樂學院和澳洲皇家海軍音樂學院。

## 培訓部門
- 蘇格蘭風笛隊
- 軍樂隊
- 聲樂合奏
- 節日合奏隊
- 木管樂及銅管樂五重奏
- 大樂隊